# Lana peinada
Se denomina lana peinada o worsted a un tipo de hilo de lana de alta calidad, al textil elaborado con este hilo, y a la categoría de peso del hilo. El nombre se deriva de Worstead, una villa en el condado inglés de Norfolk. La villa junto con North Walsham y Aylsham, formaron un centro de fabricación de hilados y telas en el siglo XII, cuando las pasturas cercadas y el encalado hicieron que el suelo de Anglia Oriental fuera demasiado rico para las razas de ovejas agrícolas más antiguas. En el mismo período, muchos tejedores del condado de Flandes se mudaron a Norfolk. Los hilos y telas "peinados" son distintos de los de lana (aunque ambos están hechos de lana de oveja): el primero se considera más fuerte, más fino, más suave y más duro que el segundo.
El worsted se preparaba con lanas de fibras largas de razas de ovejas de pastura tales como Teeswaters, Old Leicester Longwool y Romney Marsh. La lana de pastura no se cardaba; en cambio se la lavaba, se le quitaba impurezas y peinaba (utilizando peines metálicos calientes de dientes largos), se aceitaba y finalmente se hilaba. Cuando se tejían, los peinados se fregaban pero no se llenaban.
La tela de lana worsted por lo general se suele utilizar para confeccionar ropa a medida tales como trajes, mientras que la lana hilada común es utilizada para elaborar elementos tejidos tales como pulóveres.

## Técnica y preparación

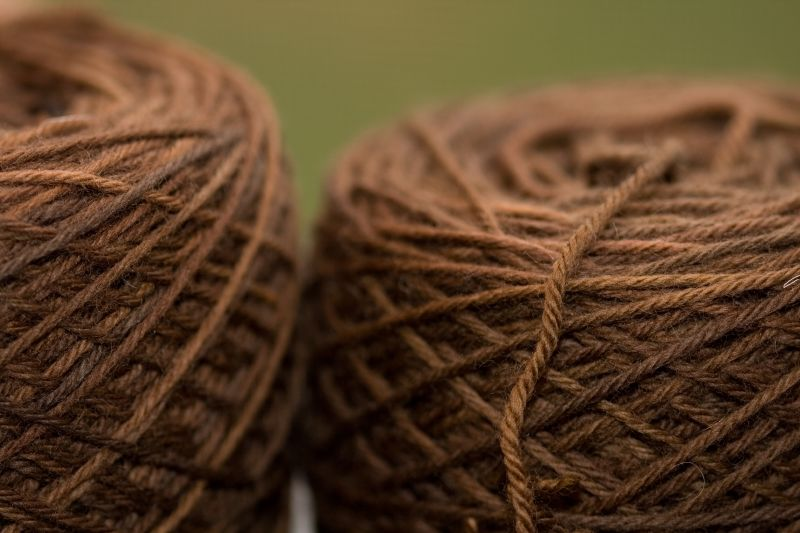
Hilo worsted elaborado con lana Merino.

La característica esencial del hilo worsted es que sus fibras son rectas y paralelas. Originalmente, se hilaba lana cortada larga y fina para producir hilo worsted; en la actualidad, también se utilizan otras fibras largas.
Muchos hilanderos diferencian entre la preparación worsted y el hilado peinado. La preparación worsted se refiere a la forma en que se prepara la fibra antes del hilado, utilizando máquinas desmotadoras que obligan a los mechones de fibra a colocarse paralelos entre sí. Una vez que estas fibras se han convertido en un conjunto, se peinan para eliminar las fibras cortas. Las fibras largas se combinan en las siguientes máquinas de enmallado para volver a obtener fibras paralelas. Esto produce hebras no retorcidas superpuestas llamadas astillas (slivers en inglés). El hilado worsted se refiere al uso de una técnica de hilado worsted, que produce un hilo suave en el que las fibras se encuentran paralelas.
La mecha y la parte superior de lana se utilizan a menudo para hilar hilo worsted. Muchos hilanderos manuales compran su fibra en forma de mecha o la parte superior. La parte superior y la mecha tienen apariencia de cuerdas, ya que pueden ser gruesas y largas. Si bien algunos molinos le dan un ligero giro a las mechas que hacen, no es suficiente para ser un hilo. Las fibras en la parte superior y las mechas se encuentran todas paralelas entre sí a lo largo de la longitud, lo que hace que la parte superior sea ideal para hilar hilos peinados.
Los hilos worsted, que se utilizan para crear tejidos worsted, se hilan a partir de fibras que se han peinado, para garantizar que todas las fibras corran en la misma dirección, desde el extremo (para la lana, el extremo que se cortó al esquilar la oveja) hasta la punta y permanecen paralelas. Se utiliza un estirado corto para hilar fibras peinadas (a diferencia de un estirado largo).
En los hilados de mecha peinada, astilla o peonza de lana, los hilanderos mantienen sus manos muy cerca el uno del otro. Las fibras se sostienen en abanico con una mano mientras que la otra extrae un pequeño número de la masa. El giro se mantiene entre el segundero y el volante; nunca hay ningún giro entre las dos manos.

## La tela
La tela worsted, es liviana y posee una textura gruesa. El tejido suele ser de sarga o liso. Los tejidos de sarga tales como whipcord, gabardina y sarga a menudo son producidos con hilo worsted. La tela worsted producida con lana posee una elasticidad natural, en el sentido que es resiliente y rápidamente recupera su forma natural, pero la worsted opaca se torna brillante con el uso o la abrasión.
Las telas de lana peinada se diferencian de las de lanas comunes en que el rizado natural de la fibra de lana se elimina en el proceso de hilado del hilo. En peinados "tropicales", este uso de lana hilada y enderezada combinada con un tejido más suelto permite que el aire fluya libremente a través de la tela.
La worsted también se usa para confeccionar alfombras, ropa, calcetería, guantes y bayeta.

## Peso
Según el Consejo de Artesanos del Hilado, el término "Peso de worsted", también conocido como "Afganistán", "Aran" o simplemente "Medio", se refiere a un peso particular de hilo que produce un calibre de 16 a 20 puntadas por cada 4 pulgada. de jersey, y se teje mejor con agujas de 4.5 mm a 5.5 mm (tamaño de Estados Unidos 7-9).
El término worsted, en relación con el peso del hilo textil, se define como el número de madejas de hilo, cada una con una longitud de 560 yardas, que pesan una libra.

## Automatización
Antes del advenimiento de la maquinaria automática, existía poca dificultad para obtener una fibra recta, ya que siempre se usaba lana larga y la astilla (sliver) se confeccionaba a mano con peines. La introducción del marco de agua de Richard Arkwright en 1771, y la posterior introducción de las máquinas de hilar de gorro y mula, requirió astillas perfectamente preparadas. Muchas fábricas utilizaron una o más máquinas de peinado preparatorias (llamadas "cajas de enmalle") antes del procesamiento posterior, para asegurar fibras rectas y distribuir el lubricante uniformemente.